# Communauté de communes du Chanois
La communauté de communes du Chanois est une ancienne communauté de communes française, située dans le département de la Haute-Saône en France.
Elle a fusionné avec une autre intercommunalité le 1er janvier 2014 pour former la communauté de communes du Pays de Montbozon et du Chanois.

## Historique
L'intercommunalité a été créée par un arrêté préfectoral du 29 décembre 2000.
Compte tenu de sa faible population, l'intercommunalité a été très rapidement été confrontée à des perspectives de fusion avec d'autres intercommunalités, mais les communautés de communes voisines ne souhaitaient pas l'accueillir. En effet, le Chanois était endetté pour 25 ans à la suite de la création d'un pôle scolaire alors que les autres intercommunalités n'avaient pas cette compétence
L'article 35 de la loi n° 2010-1563 du 16 décembre 2010 « de réforme des collectivités territoriales » prévoit toutefois d'achever et de rationaliser le dispositif intercommunal en France, et notamment d'intégrer la quasi-totalité des communes françaises dans des EPCI à fiscalité propre, dont la population soit normalement supérieure à 5 000 habitants. 
Dans ce cadre, le Schéma départemental de coopération intercommunale de 2011 a prévu la fusion des communautés de communes du Pays de Montbozon et du Chanois, afin de former une nouvelle structure regroupant 27 communes et environ 6 500 habitants.
Cette fusion est effective depuis le 1er janvier 2014 et a permis la création, à la place des intercommunalités supprimées, de  la communauté de communes du Pays de Montbozon et du Chanois.

## Territoire communautaire
L'intercommunalité était constituée, en 2013, par les 6 communes suivantes pour une population totale de 1 469 habitants (RGP 1999)  :
- La Demie
- Échenoz-le-Sec
- Le Magnoray
- Neurey-lès-la-Demie
- Vallerois-Lorioz
- Vellefaux

## Organisation

### Siège
L'intercommunalité avait son siège au Pôle éducatif de Vellefaux, rue du Stade.

### Liste des présidents
L'intercommunalité était administrée par son conseil communautaire, constitué de délégués des conseils municipaux de chaque commune membres.
| Période                                  | Période       | Identité                | Étiquette | Qualité |
| ---------------------------------------- | ------------- | ----------------------- | --------- | --- |
| Les données manquantes sont à compléter. |               |                         |           | |
|                                          |               | Claude Guyon            |           | Maire de Neurey-lès-la-Demie (1989 → 2014)                                                                    |
| Les données manquantes sont à compléter. |               |                         |           | |
| ?                                        | juillet 2013  | Marie-Thérèse Dominique |           | Conseillère agricole à la maison des agriculteurs de Vesoul Conseillère municipale du Magnoray Démissionnaire |
| juillet 2013                             | décembre 2013 | Denis Pageaux           |           | Maire d'Échenoz-le-Sec (2008 → )                                                                              |

### Compétences
L'intercommunalité exerçait les compétences qui lui avaient été transférées par les communes membres, dans les conditions déterminées par le Code général des collectivités territoriales. Il s'agissait notamment de :
- Environnement et cadre de vie : assainissement collectif et non-collectif, collecte et traitement des ordures ménagères, action de sensibilisation à la protection de l'environnement ;
- Action sociale intercommunale ;
- Actions de développement économique ;
- Équipements scolaires, culturels, socio-culturels, socio-éducatifs, activités périscolaires ;
- Aménagement de l'espace : Plans locaux d'urbanisme (PLUI), constitution de réserves foncières, programmes d'aménagement d'ensemble ;
- Développement touristique ;
- Logement et habitat : programme local de l'habitat (PLH), politique du logement social et non social ;
- Aménagement numérique du territoire ;
- Protection animale[1].

### Régime fiscal et budget
La Communauté de communes était un établissement public de coopération intercommunale à fiscalité propre.
Afin de financer l'exercice de ses compétences, l'intercommunalité percevait la fiscalité professionnelle unique (FPU) – qui a succédé à la taxe professionnelle unique (TPU) – et assure une péréquation de ressources entre les communes résidentielles et celles dotées de zones d'activité.
Elle percevait également la taxe de séjour, ainsi qu'une redevance d'enlèvement des ordures ménagères, qui finance le fonctionnement de ce service.